# Julie Joy
Beatriz da Silva Araújo (Río de Janeiro, 30 de septiembre de 1930 - 12 de abril de 2011) más conocida por el nombre artístico de Julie Joy, fue una cantora, actriz, y presentadora brasileña.
Comenzó su carrera a mediados de los años 1950, con canciones en inglés. Grabó el primer disco de Sinter, en 1956, con el fox Verão em Veneza (de Incini y Ribeiro Filho) y el samba Finge gostar (de Meira y Chico Anísio). En esa época, fue contratada por la Rádio Nacional. También se presentaba en la TV Tupi.
Al año siguiente, acompañada de Britinho y de su orquesta, grabó el xote Amor é bom de dar (de Bruno Marnet y Roberto Faissal) y Valsa do primeiro filho (de Ari Rabelo y Luiz de França). Ese año, grabó para la Columbia, y lanzó un disco con Renato de Oliveira & Orquesta, en donde cantó el beguine Sombras (de Johnny Mercer y Lavello, versión de Arierpe) y el bolero Tinha que ser (de Fernando César).
En 1958, fue coronada Rainha do Rádio, siendo así la última cantora en recibir ese título. Ese año, participó de dos filmes: E o Bicho Não Deu.., producido por Herbert Richers, y O Camelô da Rua Larga, por Cinedistri. También lanzó el disco, con el bolero Podes voltar (de Othon Russo y Nazareno de Brito) y el vals E a chuva parou (de Ribamar, Esdras Silva e Vitor Freire).
En 1960, acompañada de la orquesta y del coro de Bob Rose, grabó los foxtroxs Você não tem razão (de Bartel, Burns y Magio) y Quero sonhar (de J. Gluck Jr y F. Tobias), con versión de Renato Corte Real. A finales de esta década, se retiró de la vida artística.
Estuvo casada con el compositor y músico João Roberto Kelly, con quien dejó dos hijas.